# Khwarezmiderna

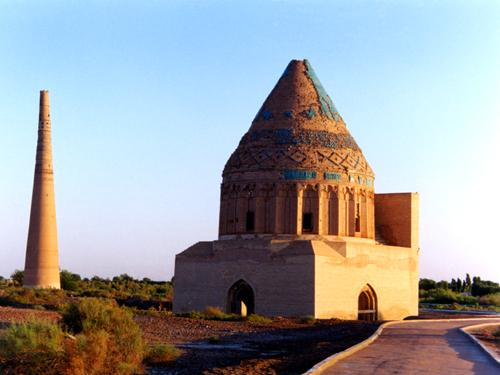
Mausoleum för Ala ad-Din Tekish, Shah över Khwarezmidernas imperium, Köneürgench, Turkmenistan.

Khwarezmiderna eller Khwarezmidernas imperium eller Khwarezm-Shah dynastin (persiska: خوارزمشاهیان , Khwārazmshāhiyān) var en sunnimuslimsk dynasti med turkiskt mamlukiskt ursprung. Dynastin regerade över en stor del av Stor-Iran under högmedeltiden från 1077 till att imperiet erövrades av mongolerna 1221. Khwarezmidernas territorium motsvarade ungefär dagens Uzbekistan, Turkmenistan, Afghanistan och stora delar av Iran.
Khwarezm var tidigare en provins till ghuriderna fram till 1040 alternativt 1041 för att sedan tillhöra seldjukerna. Khwarezmiderna grundades av turken Anush Tegin Gharchai, en tidigare slav under seldjukerna, som 1077 blev guvernör över Khwarezm. 1097 blev en annan tidigare slav, Ekinchi ibn Qochar, officiellt guvernör över Khwarezm, men han blev mördad direkt. Anush Tegin Gharchais son, Qutb ad-Din Muhammad, blev då guvernör och dynastins första shah; Muhammed I av Khwarazm. 1141 besegrades seldjukerna av Kara-Khitan, och khwarezmiderna blev en vasall till Kara-Khitan. Från 1156 expanderade khwarezmiderna sitt territorium söder ut, och 1194 var seldjukerna erövrade och khwarezmiderna gjorde sig även fria från Kara-Khitan.

## Dynastins fall
År 1218 misstänkte Otrars guvernör att en mongolisk handelskaravan var spioner. Guvernören avrättade hela följet. Som hämnd för detta inledde Djingis khan en invasion av Khwarezm som blev början till mongolernas invasion av Centralasien.
Mongolerna erövrade, plundrade och totalförstörde alla viktigare städer i riket till total ödeläggelse, och mördade även större delen av städernas invånare i gigantiska massakrer. Muhammed II av Khwarezm flydde från Samarkand till en ö i Kaspiska havet där han avled sent 1220 eller tidigt 1221.. Hans son Jalal ad-Din Mingburnu blev 1220 sultan över khwarezmiderna men även han flydde, fast mot Indien. Mongolerna hann upp honom, och de drabbade samman vid Slaget om Indus 1221. Jalal ad-Din Mingburnu lyckades dock fly igen och sökte utan framgång asyl i Delhisultanatet. År 1225 erövrade Jalal ad-Din Mingburnu Azerbajdzjan, och satte upp rikets nya huvudstad i Tabriz. 1231 mördades han, och dynastin existerade inte mer, även om den i allt väsentligt föll redan 1221.

## Regentlängd
| Nr | Namn                                                                                    | Regentperiod | Not.                              |
| -- | --------------------------------------------------------------------------------------- | ------------ | --------------------------------- |
| 1  | Anush Tegin Gharchai أنوش طگین غارچائی                                                  | 1077 ↓ 1097  | Dynastins grundare.               |
| 2  | Ekinchi ibn Qochar ایکینچی بن قوچار                                                     | 1097         |                                   |
| 3  | Muhammed I av Khwarazm Qutb ad-Din Muhammad ارسلان طگین محمد ابن أنوش طگین              | 1097 ↓ 1127  | Son till Anush Tegin Gharchai.    |
| 4  | Atsiz Il-Arslan ibn Qizil Arslan Atsiz ایل ارسلان بن قزل ارسلان أتسز                    | 1127 ↓ 1156  | Son till Muhammed I av Khwarazm.  |
| 5  | Il-Arslan Ala ad-Din Tekish تکش بن ایل ارسلان                                           | 1156 ↓ 1172  |                                   |
| 6  | Sultan Shah av Khwarezm Mahmud Sultan Shah ibn Il-Arslan محمود سلطان شاہ ابن ایل ارسلان | 1172 ↓ 1193  |                                   |
| 7  | Ala ad-Din Tekish تکش بن ایل ارسلان                                                     | 1172 ↓ 1200  |                                   |
| 8  | Muhammed II av Khwarezm Ala ad-Din Muhammed II محمد بن تکش                              | 1200 ↓ 1220  | Son till Ala ad-Din Tekish.       |
| 9  | Jalal ad-Din Mingburnu مِنکُبِرنی ابن محمد                                                 | 1220 ↓ 1231  | Son till Muhammed II av Khwarezm. |